# Videodrone
Videodrone – amerykański, zespół muzyczny wykonujący metal alternatywny istniejący pomiędzy 1998 a 2000 po zmianie nazwy z Cradle of Thorns pochodzący z Bakersfield. Zmiana nazwy była decyzją zespołu aby nowa zgadzała się z ich nowym stylem, “Futurystycznym, ale dalej zdecydowanie z lat 80.” Album „Videodrone” został wydany w wytwórni płytowej Elementree, założonej przez Korna, w której wcześniej wydano płytę od Orgy. Wydali tylko jedną płytę w dwóch latach swojej działalności którą zmiksował i wyprodukował basista Korna Reginald Arvizu. Od 2007 zespół istnieje ponownie jako Cradle of Thorns.

## Historia
Videodrone zapoczątkował jako Cradle of Thorns (Nie mylić z Cradle of Filth) ponad 25 lat temu w 1988 kiedy Ty Elam założył zespół w Bakersfield. Cradle of Thorns wydało 3 albumy od 1988 z niemałą liczbą zmian formacji w międzyczasie. W 1998 kiedy zawiązali pakt z Elementree, wytwórnią Korna, zmienili nazwę na Videodrone.

## Byli członkowie
- Ty Elam – wokal
- David File – gitara
- Rohan Cowden – instrumenty klawiszowe
- Mavis – wokal, gitara basowa
- Kris Kohls – perkusja

## Dyskografia

### Albumy studyjne
- Videodrone (1999)

## Teledyski
- Ty Jonathan Down (1999)